# Forwarder

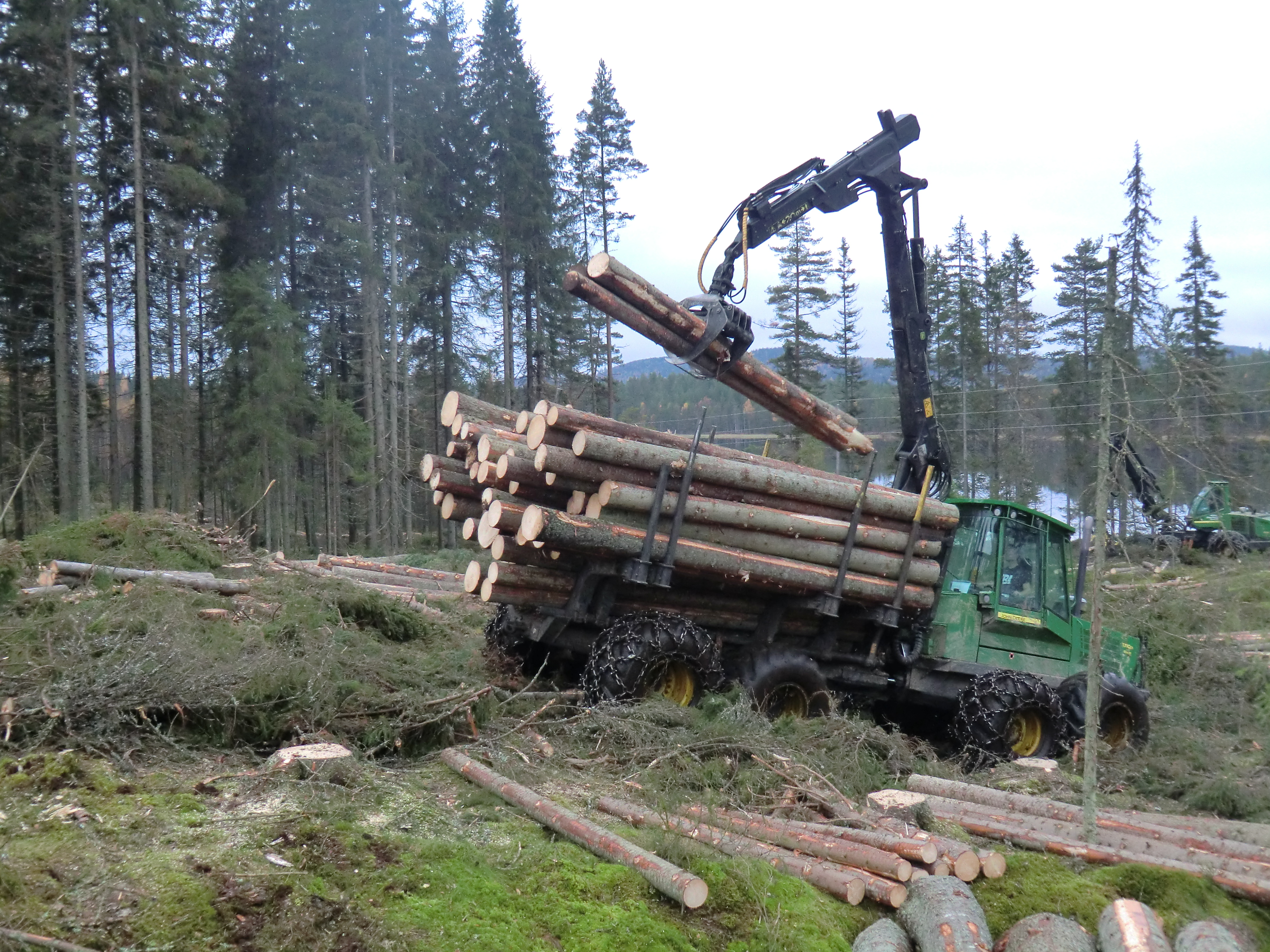
Een forwarder in Värmlands län (Zweden)

Een forwarder (soms ook uitrijder, uitrijwagen, uitrijcombinatie of uitrijmachine genoemd) is een landbouwwerktuig dat in de bosbouw wordt gebruikt voor het verzamelen en vervoeren van de door velmachines gevelde en in stukken gezaagde boomstammen. Een forwarder brengt de boomstammen naar een houtstapelplaats langs een weg, waar vrachtwagens het vervolgens verder kunnen vervoeren.
Landbouwwerktuigen komen hoofdzakelijk in drie uitvoeringen voor: zelfrijdend, getrokken of gedragen. Zelfrijdende landbouwmachines hebben een eigen motor die zorgt voor de voortbeweging van de machine. Getrokken of gedragen landbouwmachines vereisen een trekker of tractor om voort te bewegen. Een forwarder komt enkel in een zelfrijdende en getrokken uitvoering voor, al kan een boslier worden beschouwd als een soort gedragen mestverspreider.

## Fabrikanten
In de onderstaande lijst staan enkele bekende fabrikanten van forwarders.
- Caterpillar
- John Deere
- Komatsu